# Rava-Ruska
Rava-Ruska (ucraniano: Ра́ва-Ру́ська; polaco: Rawa Ruska; yidis: ראווע Rave) es una ciudad de Ucrania perteneciente al raión de Leópolis de la óblast de Leópolis.
En 2017, la ciudad tenía una población de 8647 habitantes. Desde la reforma territorial de 2020 es sede de un municipio que tiene una población total de más de veinticinco mil habitantes y que incluye 45 pueblos como pedanías.
Se ubica a orillas del río Rata, junto a la frontera con Polonia, sobre la carretera E372 que une Leópolis con Lublin.

## Historia
Se conoce la existencia del pueblo de Rava en documentos desde 1455. La expresión "Rava-Ruska" se le dio para distinguirlo de Rawa Mazowiecka, en el centro de la actual Polonia. Fue un miasteczko hasta 1622, cuando pasó a ser una ciudad con Derecho de Magdeburgo y se le otorgaron privilegios para organizar ferias anuales, debido a su ubicación en un camino transitado. En 1887 se abrió aquí una estación ferroviaria, en el cruce de la línea Sokal-Jarosław con la línea Leópolis-Bełżec.
En la Segunda República Polaca vivían aquí unos seis mil judíos, unos cuatro mil polacos y unos dos mil ucranianos. Cuando la RSS de Ucrania ocupó la zona en 1939, se obligó a los habitantes a construir una fortificación al hallarse la ciudad en la frontera con Polonia. Cuando los invasores alemanes llegaron a la ciudad en 1941, encontraron una fuerte resistencia debido a estas fortificaciones, pero finalmente consiguieron conquistar la ciudad. Hasta 1943, los alemanes convirtieron la ciudad en un centro de exterminio en el que fueron asesinados unos diecisiete mil judíos de toda la zona; la mayoría acabaron en fosas comunes en los alrededores y una minoría fue enviada al campo de exterminio de Bełżec.
Tras recuperar la RSS de Ucrania la zona en 1944, los polacos locales emigraron a los Territorios Polacos Recuperados, y la ciudad pasó a estar habitada exclusivamente por ucranianos. Sin embargo, su posición fronteriza ha permitido conservar la influencia cultural polaca. Fue capital distrital hasta 1962, y posteriormente formó parte del raión de Zhovkva hasta 2020.